# Pedro Guerrero (bispo)
Pedro Guerrero (falecido em 1613) foi um prelado católico romano que serviu como bispo de Ugento (1599 – 1613).

## Biografia
No dia 15 de dezembro de 1599, foi nomeado pelo Papa Paulo V como Bispo de Ugento. Serviu como Bispo de Ugento até à sua morte em 1613.